# Burn in the Spotlight Tour
Tournées par Nelly Furtado
Come As You Are Tour (2004)
Le Burn in the Spotlight Tour est la première tournée de la chanteuse canadienne Nelly Furtado. Il a débuté le 6 mars 2001 à Pontiac (États-Unis), et se termine le 18 avril 2002 à Toronto (Canada). Cette tournée est exclusivement nord-américaine, à l'exception de 2 dates européennes, situées au Royaume-Uni. Elle a pour but de promouvoir le premier album de la chanteuse qui s'intitule Whoa, Nelly!

## La Set List de la tournée
1. Intro/Baby Girl
2. I Will Make U Cry
3. Party
4. Get Ur Freak On
5. Well, Well
6. Hey, Man!
7. I'm Like a Bird
8. My Love Grows Deeper Part 1
9. Legend
10. Scared of You/Onde Estás
11. Asha Mix
12. I Feel You
13. Trynna Finda Way
14. Turn Off the Light
15. Shit on the Radio (Remember the Days)

## Dates de la tournée
| Date             | Ville            | Pays        | Lieu                                            |
| ---------------- | ---------------- | ----------- | ----------------------------------------------- |
| 6 mars 2001      | Pontiac          | États-Unis  | Clutch Cargo                                    |
| 7 mars 2001      | Chicago          | États-Unis  | Park West                                       |
| 8 mars 2001      | Minneapolis      | États-Unis  | Quest                                           |
| 11 mars 2001     | Seattle          | États-Unis  | Showbox                                         |
| 12 mars 2001     | Portland         | États-Unis  | Alladin Theatre                                 |
| 15 mars 2001     | San Francisco    | États-Unis  | Bimbo's 365                                     |
| 16 mars 2001     | Los Angeles      | États-Unis  | El Rey Theatre                                  |
| 17 mars 2001     | Los Angeles      | États-Unis  | El Rey Theatre                                  |
| 20 mars 2001     | Salt Lake City   | États-Unis  | DV8                                             |
| 21 mars 2001     | Denver           | États-Unis  | Bluebird                                        |
| 22 mars 2001     | Lawrence         | États-Unis  | Bottleneck                                      |
| 23 mars 2001     | St. Louis        | États-Unis  | Mississippi Nights                              |
| 27 mars 2001     | Cleveland        | États-Unis  | Odeon                                           |
| 28 mars 2001     | Pittsburgh       | États-Unis  | Beehive Theatre                                 |
| 29 mars 2001     | Norfolk          | États-Unis  | The NorVa                                       |
| 2 avril 2001     | Washington, D.C. | États-Unis  | 9:30 Club                                       |
| 3 avril 2001     | New York         | États-Unis  | Irving Plaza                                    |
| 5 avril 2001     | Providence       | États-Unis  | Lupo's                                          |
| 6 avril 2001     | Philadelphie     | États-Unis  | Trocadero                                       |
| 7 avril 2001     | Boston           | États-Unis  | Paradise                                        |
| 16 juillet 2001  | Wantagh          | États-Unis  | Jones Beach (Area Festival)                     |
| 18 août 2001     | Stafford         | Royaume-Uni | Weston Park (V Festival)                        |
| 13 novembre 2001 | Londres          | Royaume-Uni | HMV Forum                                       |
| 7 décembre 2001  | Dallas           | États-Unis  | Six Flags Over Texas (Kissmas Jingle Ball)      |
| 10 décembre 2001 | Pittsburgh       | États-Unis  | WBZZ-FM festival                                |
| 11 décembre 2001 | Détroit          | États-Unis  | State Theatre (WKQI-FM Jingle Ball)             |
| 12 décembre 2001 | Kansas City      | États-Unis  | Memorial Hall                                   |
| 13 décembre 2001 | Los Angeles      | États-Unis  | Shrine Auditorium (KYSR-FM Kissmas Version 2.0) |
| 15 décembre 2001 | Cleveland        | États-Unis  | Palace Theatre (WAKS Kissmas Version 2.0)       |
| 16 décembre 2001 | Columbus         | États-Unis  | Nationwide Arena (WNCI-FM Jingle Ball)          |
| 28 janvier 2002  | Victoria         | Canada      | Memorial Arena                                  |
| 29 janvier 2002  | Vancouver        | Canada      | General Motors Place                            |
| 30 janvier 2002  | Seattle          | États-Unis  | Paramount Theatre                               |
| 31 janvier 2002  | Portland         | États-Unis  | Roseland Theatre                                |
| 2 février 2002   | Calgary          | Canada      | MacEwan Hall                                    |
| 3 février 2002   | Calgary          | Canada      | MacEwan Hall                                    |
| 5 février 2002   | Denver           | États-Unis  | Fillmore Auditorium                             |
| 7 février 2002   | Phoenix          | États-Unis  | Web Theater                                     |
| 8 février 2002   | Paradise         | États-Unis  | Hard Rock Hotel                                 |
| 9 février 2002   | San Diego        | États-Unis  | Spreckels Theater                               |
| 11 février 2002  | Los Angeles      | États-Unis  | Wiltern Theater                                 |
| 12 février 2002  | Los Angeles      | États-Unis  | Wiltern Theater                                 |
| 14 février 2002  | San Francisco    | États-Unis  | The Warfield                                    |
| 15 février 2002  | San Francisco    | États-Unis  | The Warfield                                    |
| 16 février 2002  | San Luis Obispo  | États-Unis  | Rec Center                                      |